# Lou Swertvaeghers
Lou Swertvaeghers is een personage uit de Vlaamse soap Thuis. Lou werd gespeeld door Koen De Bouw en maakte van 1996 tot 1998 deel uit van de serie.

## Fictieve biografie
Lou leert Ann kennen in Toscane. Ze komen samen terug en blijken goed bevriend. Lou is veearts, maar heeft ook een hotel-taverne: Hof Ter Smissen. Ann wordt smoorverliefd op Lou, maar liefde is onmogelijk: Lou is getrouwd. Zijn vrouw zit echter in een psychiatrische instelling: Veronique is schizofreen als gevolg van het overlijden van hun dochtertje, Cindy. Uiteindelijk wordt het toch nog iets tussen Ann en Lou. Maar wanneer Veronique later ontslagen wordt uit de psychiatrische afdeling, houdt de romance op. Lou besluit goed voor Veronique te zorgen, maar het is niet gemakkelijk. Veronique functioneert nog altijd niet zoals het hoort. Uiteindelijk gaan Lou en Veronique toch uit elkaar en kiest Lou voor Ann. Veronique kan dit niet verkroppen en probeert hen het leven zuur te maken. Zo probeerde ze Lou zelfs te vergiftigen. Maar Lou en Ann verhuizen naar Toscane, Werner neemt Ter Smissen over. Enkele jaren later loopt de relatie op de klippen.